# Јоаким Сегеди
Јоаким Сегеди (Руски Крстур, 27. октобар 1904 - Загреб, 20. март 2004) је био гркокатолички владика. Био је помоћни владика крижевачки који је умро у стотој години живота, 77. години свештенства и 41 године службовања као владика. Био је трећи владика по реду, који је сахрањен у рускокрстурској катедралној цркви.

## Биографија
Јоаким Сегеди је рођен у Руском Крстуру 27. октобра 1904. године. Отац му је био Никола а мајка Марија, рођена Пап. Основну школу је завршио у Руском Крстуру. Првих пет разреда гимназије завршио је у Врбасу, шести разред у Осјеку, а седми и осми разред, као и матуру, у Травнику. Прву годину богословије завршио је у Загребу а следеће три године у Инзбруку, у Аустрији. Школовање је наставио у Риму где је докторирао Литургику 5. јула 1930. године.
Ниже свештеничке чинове примио је 7. јула 1924. године у Загребу. Ипођаконат је примио у Велехраду, у Моравској, 22. јула 1927. године, ђаконат 31. јула 1927. године у Украјини, а презбитерат 4. септембра 1927. године у Руском Крстуру. За свештеника га је посветио владика др Дионизиј Њаради.
За владику је посвећен 28. јула 1963. године у базилици св. Петра у Риму. За владику су га посветили митрополит лавовски Јосиф Сљипиј, надбискуп Габријел Букатко и владика Августин Хорњак, апостолски егзарх из Лондона.
Пензионисао се 26. октобра 1984. године у Загребу.
Умро је 20. марта 2004. године у стотој години живота. Сахрањен је у Руском Крстуру 27. марта 2004. године у катедралном храму.

## Свештеничка делатност
Др Јоаким Сегеди је био духовник у семинарији у Загребу од 4. септембра 1930. до 1. септембра 1936. године.
Капелан у Куцури је био од 6. новембра 1932. до 15. августа 1933. године.
Од 1. септембра 1936. године до 14. априла 1940. био је секретар владике др Дионизија Њарадија у Крижевцима. Такође је био управник парохије у Грабру од 1. октобра 1936. до 5. фебруара 1938. године. Дужност бискупског економа вршио је од 20. априла 1940. до 25. априла 1941. године.
Од 25. априла 1941. године постаје управник парохије у Руском Крстуру и делегат Бискупије за Бачку, која се нашла под мађарском окупацијом. Делегат је био до 1.августа 1941. године, када је основана посебна Апостолска администратура за гркокатолике у Бачкој. Тада је постао викар калочанском римокатоличком надбискупу.
После Другог светског рата, др Јоаким Сегеди постаје бачки бискупски викар а од 1948. године бачки декан.
Године 1959. именован је за прелата а за протонара 1962. године.
За помоћног владику крижевачког именован је 24. фебруара 1963. године.
Као парох у Руском Крстуру остаје и након посвећења за владику.
Генерални викар Крижевачке бискупије постаје 29. јула 1966. године а након смрти владике Букатка постаје администратор Крижевачке бискупије до 25. марта 1983. године, када је за крижевачког владику посвећен Славомир Микловш који преузима дужност вођења бискупије.
Члан и консултант Свештеничког већа постаје 12. октобра 1983. године.

## Књижевна делатност
Владика је написао многе чланке и књижевна дела историјске и духовне садржине. Објављивао их је у „Епархијском веснику” и „Хришћанском календару”.
Објавио је и две брошуре као посебна дела. Једна је о прошлости Руског Крстура а друга о васпитању деце.
Писао је путописе из Мађарске, Словачке, Централне и Западне Европе, где је посебну пажњу посветио прошлости крајева и становницима, као и црквеним институцијама и историјским споменицима.